# Ивана Гађански
Професор др Ивана Гађански (10. септембар 1979, Нови Сад) истакнути је српски научник, песник, преводилац и универзитетски професор. Спада у водеће стручњаке из области неуронауке у Србији и региону. Један је од српских најистакнутијих младих песника.

## Школовање
Рођена је 10. септембра 1979. године u Новом Саду. Основну школу и Трећу београдску гимназију је завршила у Београду. Дипломирала је као студент генерације на Биолошком факултету, Београдском универзитету. Докторирала је на Георг-Аугуст универзитету, где је радила на дисертацији о улози калцијума у мултиплој склерози и паралелно радила на "Макс Планк" институту за биофизичку хемију. Докторирала је 2007. године и наставила последокторско усавршавање на минхенском Лудвиг-Максимилијан универзитету. Завршила је неколико постдокторских студија у Немачкој, САД-у и Шведској.

## Стручни рад
Предаје као професор у Србији на неколико универзитета и сарађује са бројним институтима у земљи и свету.

## Збирке песама
Ивана је издала две збирке песама "Демони" и "Клинасто писмо". Превела је књигу "Водич кроз људски мозак" Сузан Гринфилд.